# Ganeria falklandica
Ganeria falklandica är en sjöstjärneart som beskrevs av Gray 1847. Ganeria falklandica ingår i släktet Ganeria och familjen Ganeriidae. Inga underarter finns listade i Catalogue of Life.